# Festival Internacional de Cinema de Canes

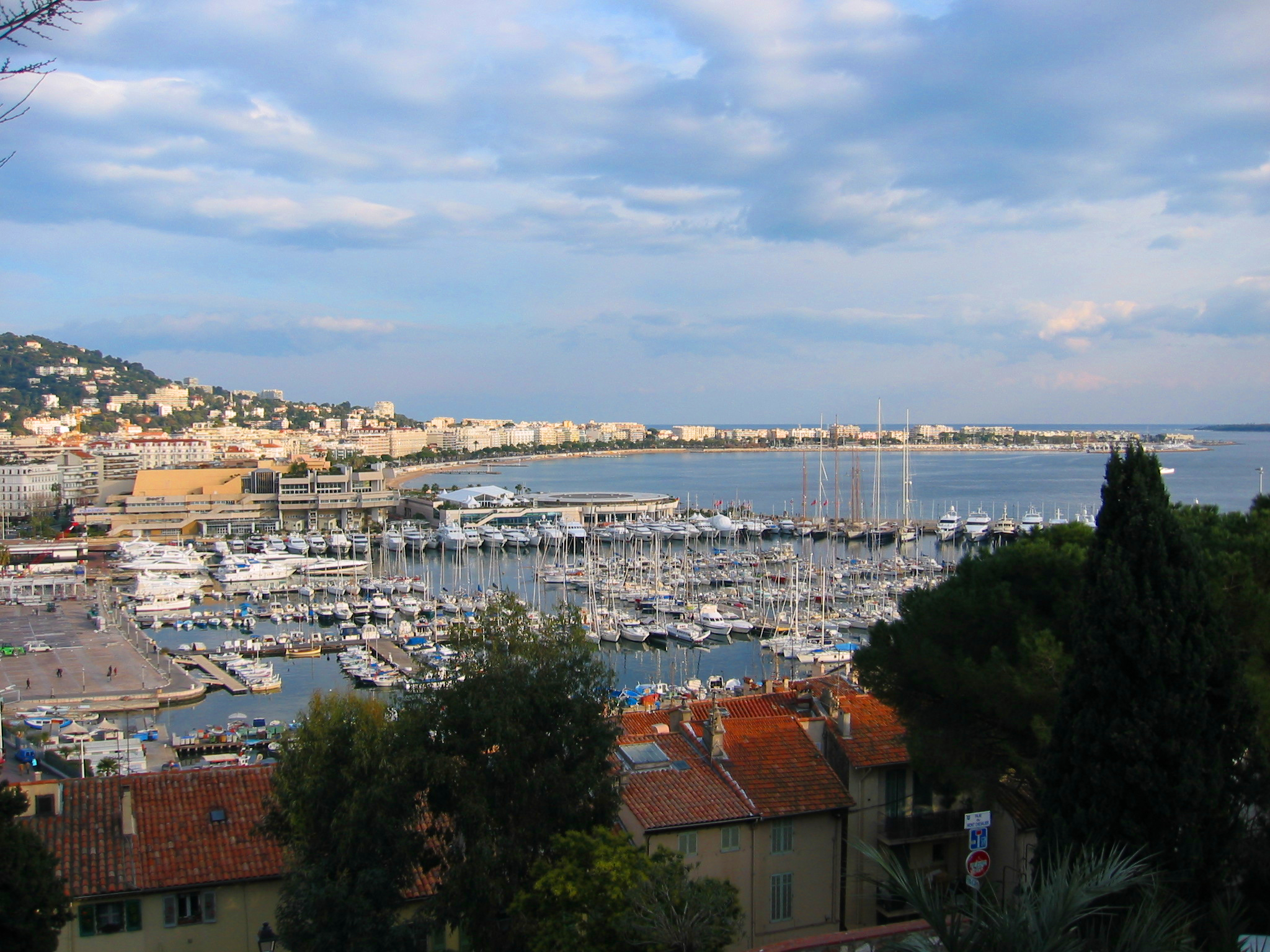
Vista de Canes

El Festival Internacional de Cinema de Canes (en francès Festival de Cannes), creat el 1939, és un dels festivals de cinema més prestigiosos del món, considerat de categoria "A", organitzat per l'Associació Francesa del Festival Internacional de Cine. Cada any se celebra durant la segona quinzena del mes de maig a la ciutat francesa de Canes, als Alps Marítims i es converteix en un gran esdeveniment per tots els cineastes, estrelles i professionals de la indústria cinematogràfica.
Aquest festival, originalment un esdeveniment turístic simple i una nota social, fou creat per a recompensar la millor pel·lícula, el millor director, el millor actor i la millor actriu d'una competició internacional de cinema. Més tard, apareixeran altres premis atorgats per un jurat de professionals, artistes i intel·lectuals.
Amb el pas dels anys aquest festival s'ha convertit en un dels més publicitats del món, especialment durant la cerimònia d'obertura i ascens a les escalinates: la catifa vermella i els vint-i-quatre "esglaons de la glòria".

## Història

### Orígens
El Festival de Cinema de Canes és un prestigiós festival de cinema internacional creat el 1939 que es va celebrar per primera vegada del 20 de setembre al 5 d'octubre de 1946 a la ciutat costanera de Canes, a la Provença. Des de llavors s'ha celebrat cada any, llevat d'algunes excepcions.
La idea va sorgir de França, qui, motivada pel desig de consolidar la seva influència cultural, va començar a considerar organitzar un esdeveniment de cinema internacional després de l'Exposició Universal de 1937. L'impuls va sorgir arran de la preocupació per la influència política en la selecció de pel·lícules en el Festival de Cinema de Venècia, inaugurat en 1938 sota la direcció de Joseph Goebbels, ministre de propaganda d'Alemanya, i amb la participació de Philippe Erlanger, Émile Vuillermoz i René Jeanne en el jurat.
El context de rivalitats nacionalistes a Venècia en 1938, abans de la Segona Guerra Mundial, va provocar un enfocament polític en lloc de centrar-se en la qualitat cinematogràfica. Aquest ambient va portar a la polèmica decisió d'atorgar el premi principal a pel·lícules alemanyes i italianes, com Olympia de Leni Riefenstahl i Luciano Serra Pilota de Goffredo Alessandrini, compartint la Coppa Mussolini, en lloc d'afavorir a La gran il·lusió de Jean Renoir. Aquesta situació va provocar la indignació dels francesos, britànics i estatunidencs, els qui van abandonar el festival en protesta per la intromissió política en l'art cinematogràfic.
Jean Zay, entusiasmat pel suggeriment, va donar la seva aprovació el desembre de 1938. La seva decisió va ser recolzada pels boicots previs al Festival de Cinema de Venècia, liderats per Harold Smith, representant de la Motion Picture Association of America a París, i Neville Kearney, delegat oficial del cinema britànic a França. Tots dos es van comprometre a donar suport a aquest esdeveniment com un "festival del món lliure", prometent atreure celebritats internacionals.
El festival va sorgir com una col·laboració entre França i els Estats Units, establint el mercat cinematogràfic més gran del món. Diverses ciutats es van postular per a albergar l'esdeveniment, com Aix-els-Bains, Alger, Biarritz, Llucana, Ostende, Vichy, i finalment, Canes va ser seleccionada. Després d'una anàlisi exhaustiva per part d'un comitè de coordinació compost per representants ministerials, es va triar Canes. Dues figures clau de la ciutat, els directors dels luxosos hotels Henri Gendre (amo del Grand Hotel) i Jean Fillioux (amo de Palm Beach), van oferir les seves instal·lacions, equips i una sala de projecció amb capacitat per a mil persones.
Canes es va comprometre a augmentar la seva aportació financera a 600.000 francs, proporcionar sales per a esdeveniments, i construir un palau dedicat exclusivament al festival, enfortint així el seu compromís amb aquest esdeveniment de renom internacional.
El juny de 1939, Louis Lumière va acceptar presidir la primera edició del Festival, programada de l'1 al 20 de setembre. Va expressar el seu desig de "fomentar el desenvolupament de l'art cinematogràfic en totes les seves manifestacions i promoure la col·laboració entre els països productors de pel·lícules". La selecció francesa comprenia obres com Àngels de l'infern de Christian-Jaque, Carros fantasma de Julien Duvivier, La Loi du Nord de Jacques Feyder i Home de Níger de Baroncelli Jacques.
Les pel·lícules estrangeres destacades incloïen El mag d'Oz dirigida per Victor Fleming, Unió Pacífic de Cecil B. DeMille, Adeu Mr. Xips de Sam Wood i Les quatre plomes de Zoltan Korda. A l'agost, les estrelles es van congregar i la Metre-Goldwyn-Mayer va llogar un transatlàntic per a portar-les des de Hollywood, entre elles Tyrone Power, Gary Cooper, Norma Shearer i George Raft.
No obstant això, l'1 de setembre, dia de la inauguració, l'inici de la invasió alemanya a Polònia va portar a la cancel·lació immediata del Festival.

### Inicis del festival
Després de la guerra, el primer festival es va dur a terme del 20 de setembre al 5 d'octubre de 1946. A mesura que el festival guanyava renom en la dècada següent, es va prendre la decisió de canviar la data de l'esdeveniment de setembre a abril. Això es va deure a dues raons principals: competir amb els festivals de Venècia i Berlín que tenien lloc uns mesos abans, permetent a Canes evitar perdre estrenes importants; i la reticència de la indústria turística local a recolzar un esdeveniment costós al final de la temporada turística quan l'afluència de visitants disminuïa.
Amb el temps, es va establir una rotació entre el Festival de Cinema de Canes i el Festival de Cinema de Venècia. Malgrat l'èxit del Festival, l'anunci d'aquest acord en 1947 va ser rebut amb forts crítiques, alguns qualificant-lo com una "rendició de França", segons la revista La Technique Française.
El govern es va oposar a finançar un festival anual, la qual cosa portà a la construcció precipitada del Palau de Festivals per a albergar l'edició de 1947. Fins i tot en l'actualitat, la Federació d'Associacions d'Entreteniment de la CGT continua formant part de la Junta Directiva del Festival. En aquest any, els organitzadors decideixen que el jurat estigui compost per un representant de cada país.
El Palau de Festivals i Congressos de Canes, també conegut com a Palais Croisette, va ser inaugurat la nit de l'1 de setembre de 1947. Aquest edifici seria reemplaçat per un nou en 1983, gràcies a la gestió de l'alcalde de Canes, el Dr. Raymond Picaud, fill de André Picaud i Marthe Pabot du Chatelard.
En 1947, Robert Favre s'uneix a l'administració del Festival i estableix la Comissió de Selecció, on el Centre Nacional de Cinema ha de proporcionar al comitè de selecció les dates i normatives d'altres festivals internacionals, detallant els terminis per a enviar les pel·lícules. Els productors són notificats i poden enviar les seves pel·lícules a la Comissió, que realitza la selecció, respectant les regles de censura vigents en aquesta època.
Durant la Guerra Freda, la llista de pel·lícules seleccionades és aprovada pel Ministeri d'Afers exteriors de la Cinematografia. Durant aquest període, en 1947, el Festival comença a institucionalitzar-se i a definir el seu enfocament a Europa, on s'estava veient un augment en la quantitat de festivals de cinema. No obstant això, el Festival no es duu a terme en 1948 ni en 1950 a causa de problemes financers, possiblement relacionats amb un acord amb el Festival de Cinema de Venècia, que estipulava que tots dos festivals se celebressin alternativament cada dos anys.
A partir de 1951, el Festival va canviar la seva data de celebració a la primavera, allunyant-se de les dates pròximes al Festival de Cinema de Venècia i al Festival de Locarno. La prestigiosa Palma d'Or va ser instaurada en 1955 per iniciativa de Robert Favre Le Bret, per a reemplaçar el "Gran Premi del Festival Internacional de Cinema" que s'atorgava al director de la millor pel·lícula en competició. El delegat general es va reunir amb el Consell d'Administració i va convidar a joiers de tot Europa a presentar propostes per al trofeu de la Palma d'Or. El consell va optar per un disseny creat per Lucienne Lazon. La primera Palma es va atorgar aquest mateix any a Delbert Mann per Marty. El Gran Premi va prendre el seu lloc des de 1964 fins a 1974, per a després desaparèixer i deixar pas definitiu a la Palma d'Or.
Al llarg de la dècada de 1950, Canes es va consolidar com l'esdeveniment cinematogràfic més important a nivell mundial. Seguint els desitjos del crític André Bazin, el festival es va centrar cada vegada més en el cinema i menys en la socialització, el patriotisme i la diplomàcia (anteriorment, fins a la dècada de 1970, les ambaixades presentaven les pel·lícules seleccionades pels seus governs). Directors destacats van presentar les seves obres més significatives: Roberto Rossellini, Federico Fellini, Ingmar Bergman, Elia Kazan, Joseph L. Mankiewicz, Robert Wise, William Wyler, Michelangelo Antonioni, Vittorio De Sica, Andrzej Wajda, Satyajit Ray, Luis Buñuel i Akira Kurosawa.
En 1954, dos canvis fonamentals van ocórrer, transformant la percepció que Canes projectaria al món. En primer lloc, l'orfebre parisenca Suzanne Lazon va proposar utilitzar la palma com el disseny per al principal guardó del festival. Jean Cocteau, per part seva, va crear un esbós que seria adoptat a partir de l'any següent com la icònica Palma d'Or.
El segon canvi significatiu va ser la introducció de la sensualitat com a part de la imatge del festival. Durant una sessió fotogràfica amb Robert Mitchum, l'actriu anglesa Simone Silva, en un gest inesperat, es va quedar sense la part superior de la seva vestimenta (més concretament, en topless), envoltant el coll de l'actor amb els seus braços.

### Els anys 60 i 70
En els seus inicis, el Festival de Canes principalment atreia turistes i persones d'alta societat més interessades en les festes i el luxe que en les pel·lícules en si. No obstant això, amb el creixent prestigi del festival, es va convertir en un punt de trobada essencial per a la indústria cinematogràfica. Aquest context va brindar un entorn ideal per a realitzar negocis i discutir nous projectes, portant a la creació en 1960 del primer Marché du Film, que des de 1961 es va convertir en una part integral del festival.
Al llarg dels anys seixanta, el festival es va consolidar com un dels esdeveniments cinematogràfics més destacats de l'any, reconeixent amb premis a directors com Federico Fellini per La Dolce Vita, Michelangelo Antonioni per Blow-Up i Luis Buñuel per Viridiana. En 1962 es va establir la primera Setmana Internacional de la Crítica com la primera secció paral·lela del festival. A més, en 1965, Olivia de Havilland es va convertir en la primera dona en el jurat del festival.
No obstant això, abans que conclogués la dècada, contra tot pronòstic, el festival tornaria a ser interromput. Les protestes de maig del 68 van sacsejar tota França i, a Canes, encara que tot havia començat amb normalitat, figures com François Truffaut i Jean-Luc Godard, entre d'altres, van exigir la cancel·lació del festival en solidaritat amb les revoltes. D'aquestes protestes sorgiria la Quinzena de Realitzadors, que rebutjava qualsevol forma de censura o consideració política o diplomàtica. Aquest esdeveniment es va convertir en una nova secció paral·lela a partir de l'any següent.
Els anys setanta van portar canvis significatius. Fins llavors, eren els països els encarregats de seleccionar les pel·lícules que els representarien en el festival. No obstant això, en 1972, la junta directiva va decidir modificar aquestes regles: a partir de llavors, el mateix festival seria responsable de seleccionar les pel·lícules d'entre les produccions recents de diferents països. Aquest sistema es va establir com la norma en la majoria dels certàmens cinematogràfics fins als nostres dies.
Aquests anys van estar marcats per una prominència significativa de cineastes estatunidencs, amb una generació emergent que provenia de les escoles de cinema. El període va veure la consagració de diversos directors de renom a Canes: Robert Altman va obtenir la Palma d'Or per "M*A*S*H" (1970), Francis Ford Coppola per La conversa (1974), Martin Scorsese per Taxi Driver (1976) i novament Coppola en 1979 per Apocalypse Now. Altres destacats guardonats en la dècada dels 70 van incloure a Louis Malle, Ridley Scott, Ingmar Bergman, Federico Fellini, John Boorman i Miloš Forman.
En 1975, el president Maurice Bessey va introduir una sèrie de noves seccions paral·leles: Les Yeux Fèrtils (pel·lícules sobre altres arts), L'Air du Temps (pel·lícules sobre esdeveniments contemporanis) i Le Passé Compose (pel·lícules sobre el mateix cinema). Posteriorment, en 1978, totes aquestes seccions es van unificar sota el nom d'Un Certain Regard, una secció que perdura fins al dia d'avui en el festival.

### Canvis importants
En 1969, Pierre-Henri Deleau va fundar la Quinzena dels Directors, la qual va dirigir durant tres dècades. Aquest esdeveniment es va crear amb el propòsit de presentar pel·lícules estrangeres dirigides per cineastes menys coneguts, que no formaven part de la selecció oficial, seguint el lema de "cinema en llibertat". Per a la seva primera edició, l'esdeveniment es va organitzar en tan sols dos mesos, un temps insuficient per a seleccionar totes les pel·lícules. Malgrat això, es van projectar 62 llargmetratges i 26 curtmetratges, oberts a tota mena de públic. La pel·lícula La primera càrrega al matxet del cineasta cubà Manuel Octavio Gómez, va inaugurar aquesta primera edició i va atreure considerable atenció dels mitjans.
En 1977, la Quinzena dels Directors va rebre un major reconeixement en el cartell del Festival per Henri Langlois, qui va morir el 13 de gener d'aquest mateix any. De 1981 a 1983, va intentar establir la secció Quinzena, però sense massa èxit.
En 1972, Robert Favre Le Bret va ser designat president i Maurice Bessy va ser seleccionat com a delegat general del festival. Abans d'això, les pel·lícules exhibides en el festival eren seleccionades pels països respectius. Maurice Bessy va implementar un comitè de selecció per a les pel·lícules franceses i un altre per a les pel·lícules internacionals. Aquest sistema va generar problemes en la selecció del Festival de Cinema de Canes de 1972. A l'any següent, es va inaugurar la secció Perspectives del Cinema Francès, la qual ja no és present. Els canvis més significatius van ocórrer en 1978.
Gilles Jacob va assumir el càrrec de delegat general del Festival i va crear la Cambra d'Or, un premi que reconeixia la millor primera pel·lícula de totes les seccions a través d'un jurat independent. A més, va preparar una nova secció dins de la selecció oficial: "Una certa mirada", destinada a donar suport a pel·lícules menys convencionals en termes de distribució. Una pel·lícula guanyava entre 20 seleccionades. Sota la seva direcció, el festival va advocar per la llibertat d'expressió i creació, desafiant la voluntat de règims autoritaris d'imposar les seves pel·lícules oficials. També va lluitar contra la censura i les pressions internacionals. Directors com Carlos Saura, Luis García Berlanga i Juan Antonio Bardem van participar en contra de les demandes de la dictadura, mentre que el cineasta georgià Otar Iosseliani va ser ben rebut pels assistents al festival, evitant la ira de Moscou.

### Últims anys
A principis de la dècada dels vuitanta, Akira Kurosawa, el llegendari director, va fer un retorn notable. George Lucas i Francis Ford Coppola van finançar Kagemusha, que va compartir els honors en 1980 amb All That Jazz de Bob Fosse. En aquest moment, el Palais Croisette ja resultava insuficient per al festival, per la qual cosa es va demolir l'edifici i es va donar inici a la construcció de l'imponent Palais donis Festivals. Aquesta nova seu es va inaugurar en 1983 i va combinar el seu propòsit cinematogràfic amb l'organització de congressos. Va ser llavors quan la ciutat de Canes va convidar a les principals estrelles del moment per a deixar les seves petjades al voltant del que des de llavors es coneix com el búnquer.
En 1997, el festival va celebrar el seu 50 aniversari. Per a commemorar-ho, els guanyadors de la Palma d'Or van ser convidats a participar en una gran fotografia grupal, retent homenatge als 50 anys de pel·lícules a Canes. Ingmar Bergman va anar especialment honrat amb una Palma de Palmes en reconeixement de la seva carrera excepcional. Amb l'arribada de l'any 2000, els premis es van internacionalitzar, estenent reconeixements a la Xina (Chen Kaige per Adeu a la meva concubina), el Japó (Shohei Imamura per Unagi), l'Iran (Abbas Kiarostami per Ta'm e guilass), i el Regne Unit (Mike Leigh per Secrets i mentides).
Els últims anys del Festival de Canes han estat testimonis d'una àmplia gamma de pel·lícules notables, des del musical filmat en DV Dancer in the Dark de Lars von Trier, passant per L'habitació del fill de Nanni Moretti, El pianista de Roman Polański, Elephant de Gus Van Sant fins a Fahrenheit 9/11 de Michael Moore.
En l'edició del festival de 2011, el president del jurat va ser l'actor estatunidenc Robert De Niro. En 2012, el festival va tenir lloc del 16 al 27 de maig, amb Nanni Moretti com a president del jurat. L'edició de 2013 es va dur a terme del 15 al 26 de maig, amb el director estatunidenc Steven Spielberg com a president del jurat. Al gener de 2014, el Consell d'Administració del Festival de Canes va seleccionar a Pierre Lescure com a nou president, qui va assumir les seves funcions l'1 de juliol de 2014. Per a l'any 2015, es va triar als germans Coen com a presidents del jurat durant els dies 13 i 24 de maig. En 2016, George Miller va ser seleccionat com a President del Jurat, celebrant-se el festival entre els dies 11 i 22 de maig. En 2017, Pedro Almodóvar va ser el president del Jurat durant el període del 17 al 28 de maig. Durant l'edició de 2018, que va transcórrer del 8 al 19 de maig, Cati Blanchett va ser la presidenta seleccionada. En 2019, el director mexicà Alejandro González Iñárritu va ser designat com a President del Jurat del certamen francès. Spike Lee anava a ser el President del Jurat en l'edició de 2020, però el festival es va cancel·lar per segona vegada en la seva història el 10 de maig degut a la pandèmia provocada pel COVID-19, la qual cosa va impedir el lliurament de la Palma d'Or i va portar a la presentació de les pel·lícules en altres festivals.

## Organització

### Jurat
Abans de l'inici de cada esdeveniment, la junta directiva del Festival designa els jurats que tenen la responsabilitat exclusiva de triar quines pel·lícules rebran un premi de Canes. Els membres del jurat es trien entre una àmplia gamma d'artistes internacionals, basats en la seva trajectòria de treball i el respecte dels seus pares. El nomenament del President de Jurat es realitza després de diverses propostes anuals de gestió realitzades a la tardor i posteriorment presentades a la junta directiva per a la seva validació.

### Selecció oficial
- Llargmetratges: un jurat internacional compost per un president i diverses personalitats del sector que determinen els premis per als llargmetratges en competició.
- Cinéfondation i curtmetratges: compost per un president i quatre personalitats de la pel·lícula. Concedeix el Short Film Palme d'Or i les tres millors pel·lícules de la Cinéfondation.
- Un Certain Regard: compost per un president, periodistes, estudiants de cinema i professionals de la indústria. Concedeix el Premi Un Certain Regard a la millor pel·lícula i, a més a més, pot honrar a altres dues pel·lícules.
- Càmera d'or: compost per un president, directors de cinema, tècnics i crítics francesos i internacionals. Ells premien la millor primera pel·lícula entre les de la selecció oficial, la Quinzena dels Directors i la Setmana de la Crítica.

El jurat es reuneix anualment en la històrica Villa Domergue per a seleccionar als guanyadors.

## Premis
- Competició
  - Palma d'Or
  - Grand Prix
  - Premi del Jurat
  - Palma d'Or al millor curtmetratge
  - Premi a la interpretació femenina
  - Premi a la interpretació masculina
  - Premi a la millor direcció
  - Premi al millor guió

- Altres seccions
  - Premi Un certain regard
  - Premis Cinéfondation
  - Càmera d'Or